# Andrej Kadlec
Andrej Kadlec (Ilava, 2 febbraio 1996) è un calciatore slovacco, difensore del Ružomberok in prestito dal Mladá Boleslav.

## Palmarès

### Club

#### Competizioni nazionali
- Campionato slovacco: 1

Spartak Trnava: 2017-2018